# SSTD
SSTD（英語: Surface Ship Torpedo Defence）は、アメリカ合衆国とイギリスで開発された、水上艦艇用の魚雷防御システム。

## 米英共同開発と挫折
1988年10月26日、イギリス国防省とアメリカ国防総省は了解覚書（MOU）を締結して、4段階からなるSSTD計画に関する共同研究に着手した。SSTD計画は、ソビエト連邦の65-76重対艦魚雷の脅威に対抗するため、まず既存の装備の強化を図ることになっており、魚雷を欺瞞・妨害するソフトキル能力についてはAN/SLQ-25を強化したAN/SLQ-25A、また魚雷を物理的に撃破するハードキル能力についてはAN/SLR-24魚雷警報装置とMk.46 mod.7短魚雷の配備が予定されていた。このうち、AN/SLQ-25Aは予定通り1988年より配備を開始したものの、AN/SLR-24の開発難航に伴って、Mk.46短魚雷は魚雷迎撃用ではなく本来の用途に転用された。
このようにハードキルにも重点を置くアメリカに対してイギリスはソフトキルを重視しており、この考え方の相違のため、共同研究は当初から難航した。また1989年、アメリカ合衆国議会は、SSTD計画は必要性にも実現可能性にも欠けると評価して、予算を打ち切った。これを受けて、それぞれゼネラル・エレクトリック、ウエスティングハウスおよびマーティン・マリエッタを中心とする3つのコンソーシアムが組織されて開発が継続され、1992年にはマーティン・マリエッタを中心とするコンソーシアムが落選して前2者による開発体制となった。
1994年にはアメリカ単独での開発計画が米英共同の開発計画に合流して米英SSTD共同開発（J-SSTD）となり、また更なる予算削減に伴ってゼネラル・エレクトリックを中心とする開発も中止されて、ウエスティングハウスによる開発のみが続行されることとなった。このように開発体制が縮小されるなかで、魚雷迎撃用魚雷（antitorpedo torpedo, ATT）の開発は順延されていった。最終的には172基のMk.46魚雷が改造され、配備されたものの、少数の航空母艦に搭載されたのみで計画は打ち切られた。
アメリカでは、2000年代にも再びSSTDの計画名のもとで対魚雷魚雷防御システム（Anti-Torpedo Torpedo Defense System, ATTDS）の開発が図られたが、これはセンサーとしての魚雷警報システム（Torpedo Warning System, TWS）とハードキルのための魚雷対抗手段（Countermeasure Anti-Torpedo, CAT）から構成されることになっていた。2013年からはプロトタイプを「ジョージ・H・W・ブッシュ」に搭載しての試験が開始され、順次に搭載艦を増やして合計5隻で試験が実施されたが、所定の機能・性能に達せず、2018年秋に開発中止となった。

## シーセントーSSTD
ソフトキルを重視するイギリスは、2001年にはウルトラ・エレクトロニクス社を開発会社に選定して、独自のSSTDの開発に着手した。これは2004年にイギリス海軍に就役し、60セットが納入されている。イギリス海軍では2170型ソナー、輸出市場ではシーセントー（Sea Sentor）として知られている。
SSTDのシステムは探知システムと対抗手段システムの両方をそろえた場合、以下の構成部分からなっている。
- 音響受聴曳航アレイ - 従来の2070型ソナー（SLQ-25の派生型）の後継となる[3]
- 曳航式音響対抗手段 - 従来の182型曳航具の後継となる[3]
- ドラム・ウインチ
- 信号処理装置キャビネット
- ディスプレイコンソール（2基）
- 音響デバイス投射装置（2基）
- 使い捨て音響デバイス（Expendable Acoustic Device：EAD. 16発、投射装置1基あたり8発を装填）

音響受聴曳航アレイは魚雷を探知するよう設計されており、曳航式音響対抗手段やEADは既定の設定だけでなく、搭載艦において再プログラムすることができる。SSTDは魚雷を探知すると艦の乗員に対して戦術的アドバイスを提供し、探知された脅威の型式や動作モード、単射なのか斉射なのかといった情報を提供する。コンソールはオープン・アーキテクチャ技術によるCOTS機器で、WindowsまたはLinuxベースで動作し、表示はWindowsまたはX-Window互換のフォーマットで生成される。指揮管制システムへの統合オプションでは、SSTDからの情報はTCP/IPで送信される。